# Alpinia abundiflora
Alpinia abundiflora là một loài thực vật có hoa trong họ Gừng. Loài này được Burtt & R.M.Sm. mô tả khoa học đầu tiên năm 1975.

## Hình ảnh

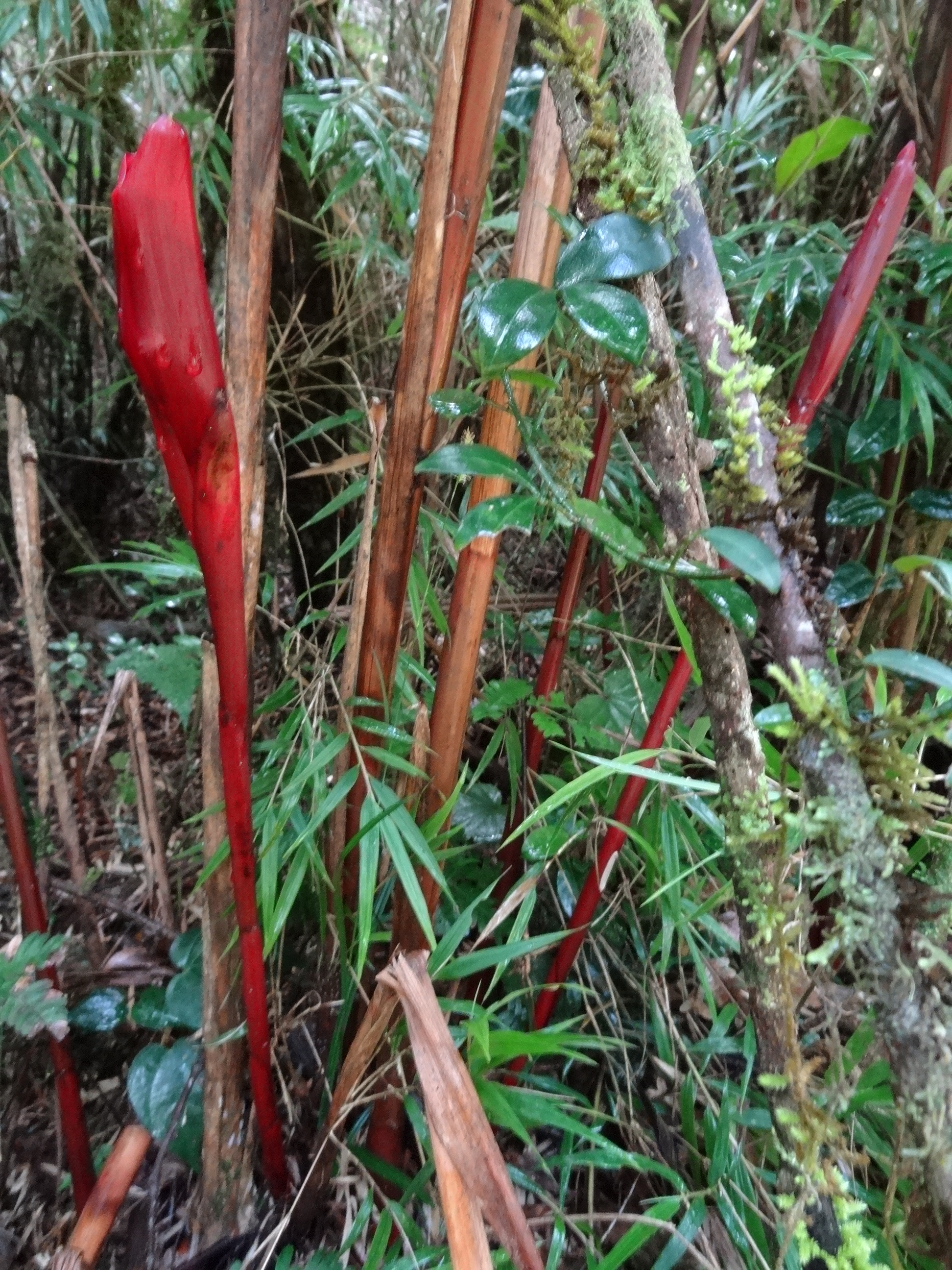
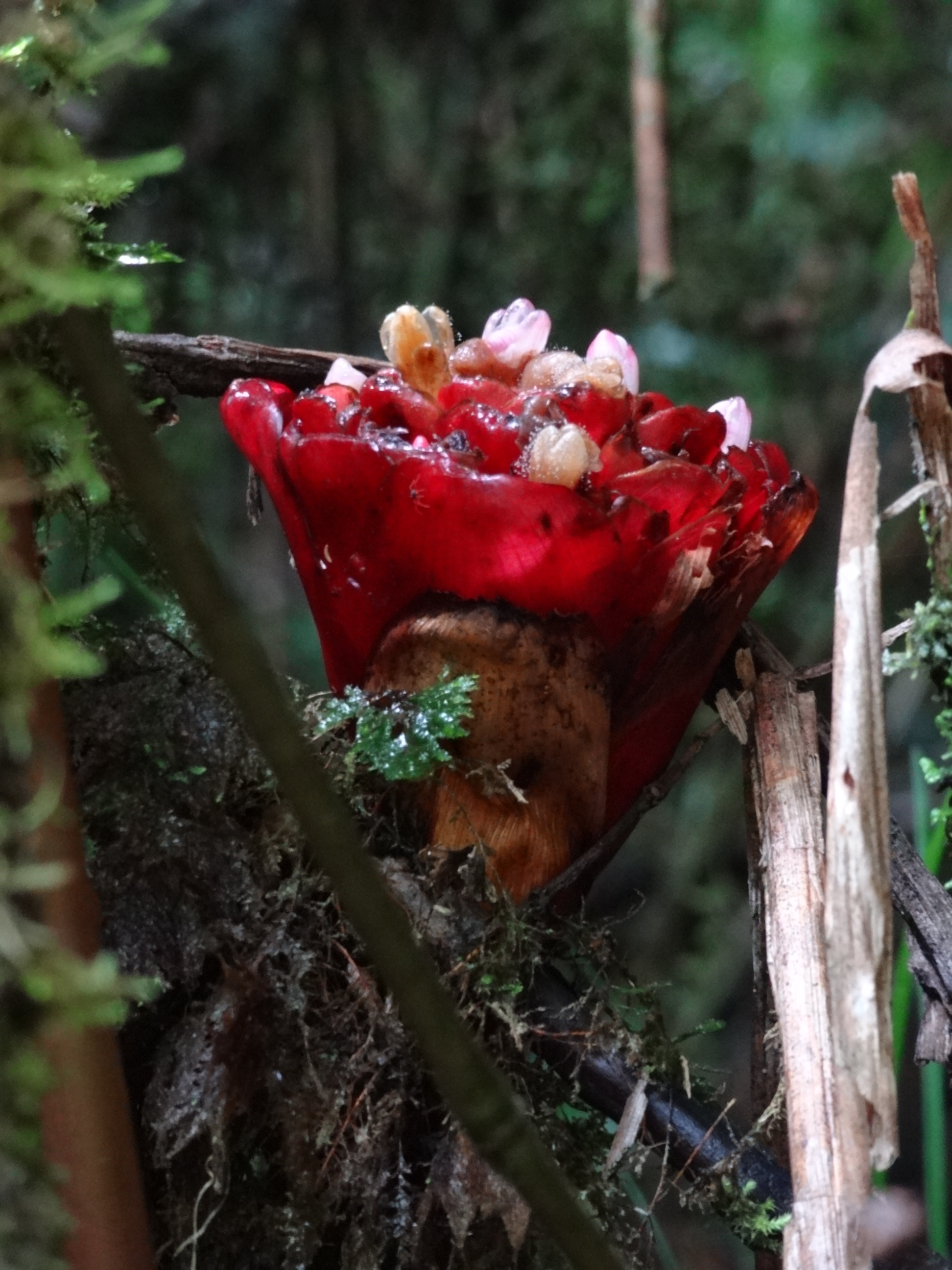
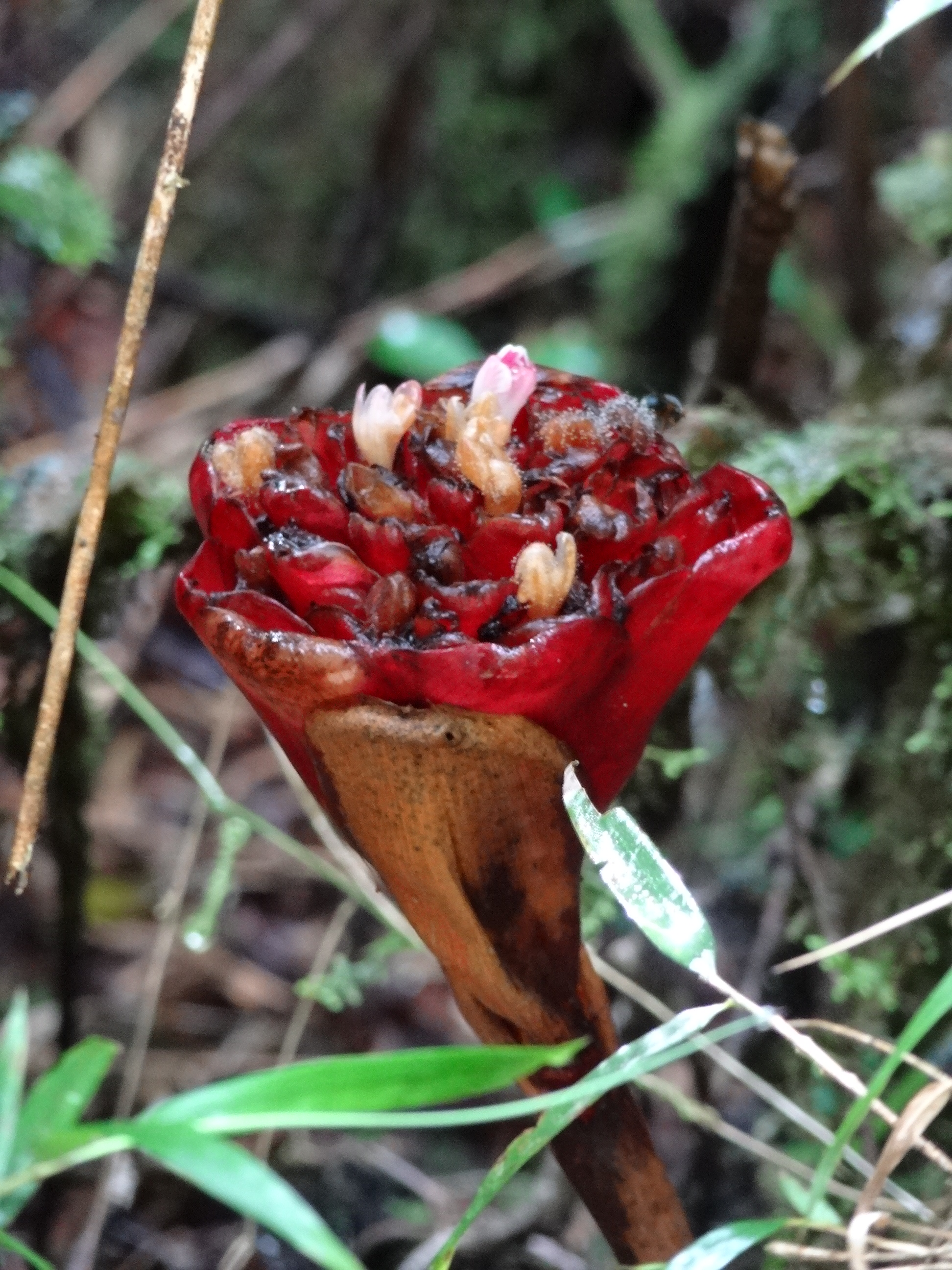
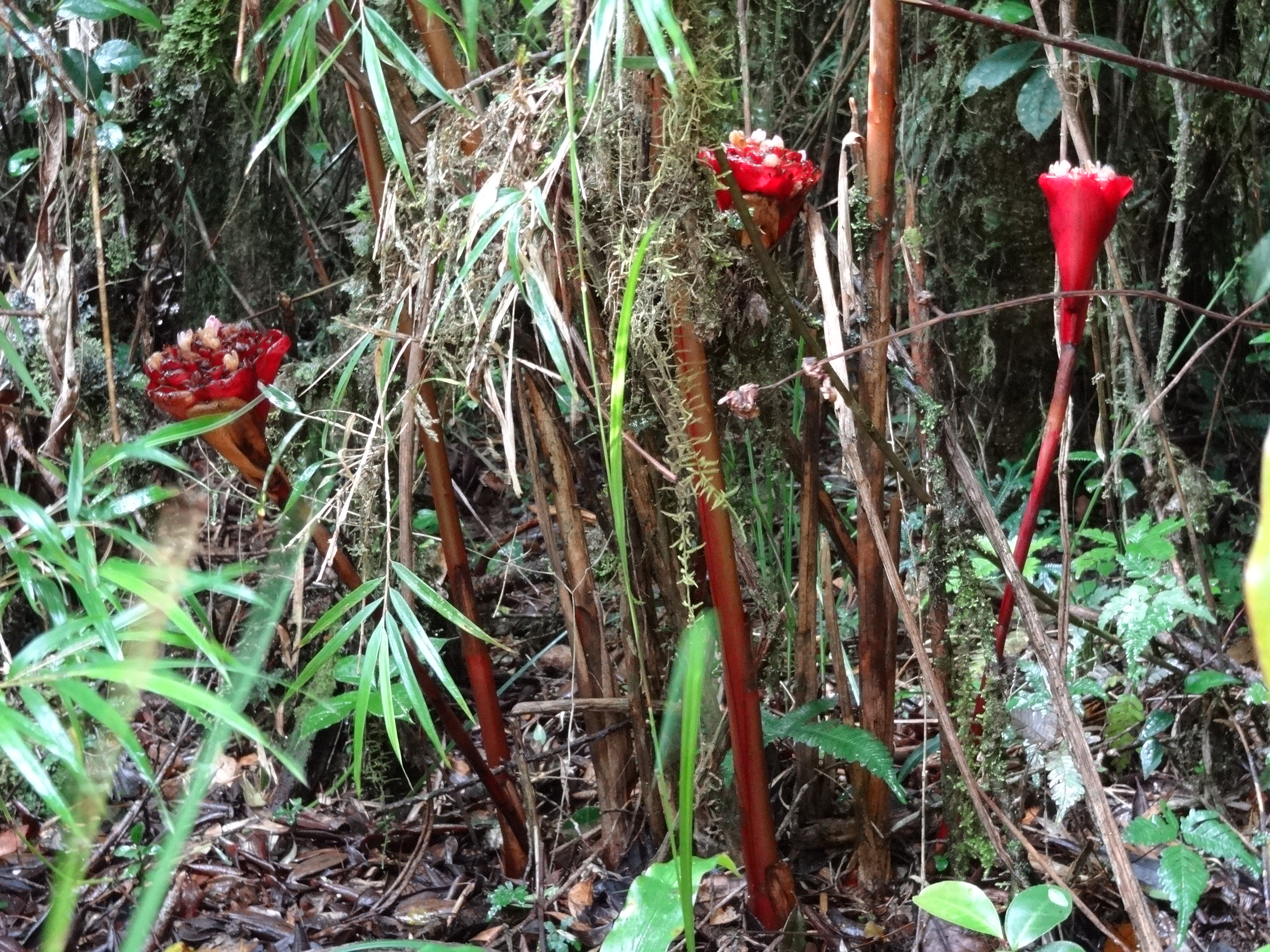